# Psylliodes affinis
Pour les articles homonymes, voir Altise de la pomme de terre.
Espèce
L'altise de la pomme de terre (Psylliodes affinis) est une petite espèce d'insectes coléoptères de la famille des Chrysomelidae et de l'ordre des coléoptères. Il se nourrit des feuilles de diverses plantes, sauvages ou cultivées, de la famille des Solanaceae. Cette espèce est originaire de l'Ancien Monde. C'est un ravageur secondaire de la pomme de terre.

## Description
L'adulte, de 2 à 3 mm de long, a des élytres jaune paille qui forment une ligne brune bien marquée à leur jonction.
Les larves, de 5 mm de long environ, sont blanchâtres avec la tête et le segment terminal brunâtres.

## Répartition
Cette espèce est présente en Europe, en Asie, y compris dans le Caucase, le Kazakhstan et la Sibérie occidentale, et en Afrique du Nord (Maroc).

## Cycle biologique
Les larves naissent au printemps des œufs qui ont été déposés dans le sol, puis pénètrent dans les plantes par les radicelles. Elle se nymphosent dans le sol. Les jeunes adultes apparaissent en été, vers juillet-août.

## Plantes hôtes
Ces insectes vivent sur des plantes de la famille des Solanaceae, sauvages ou cultivées. Parmi les adventices hôtes figurent notamment le datura stramoine, la morelle noire, la belladone, la jusquiame.

## Dégâts
Les adultes se nourrissent en rongeant les feuilles sur lesquelles ils creusent des trous circulaires de 1 à 2 mm de diamètre, parfois non percés, sur les deux faces du limbe.

## Moyens de lutte
Cet insecte a divers ennemis naturels, dont des champignons du genre Beauveria.